# Karen Chacek
Karen Chacek (México, 1972) es una escritora mexicana. Ha publicado más de una decena de libros para niños en México y Estados Unidos, cuentos para jóvenes y adultos en diferentes antologías nacionales y extranjeras y dos novelas para adultos. Con frecuencia se refiere a la literatura como un medio de resistencia contra los sistemas sociopolíticos, y en su obra concilia temas sociales que le inquietan con su afición por la imaginación fantástica.

## Biografía
Estudió la especialidad de Cine en la Licenciatura en Comunicación de la Universidad Iberoamericana. Además de su labor como escritora, ha colaborado con distintas publicaciones impresas y asesorado la reescritura de cortos y largometrajes. Escribe sobre literatura infantil en la revista Lee+ y participa en el programa Tu Ciudad Es en el canal televisivo Capital 21.

## Obra

### Libros para niños y jóvenes
- Una mascota inesperada. México: Castillo, 2007 (cuento para niños).
- Nina Complot. México: Almadía, 2009 (novela, ilustrada por Abraham Balcázar).
- La cosa horrible. México: Colofón, 2011 (cuento para niños).
- Uno de esos días. México: SM, 2012 (cuento para niños).
- El Reino Aviar: Cuentos Emplumados / Avian Kingdom: Feathered Tales. Houston: Wing Whackers, TechStudios, 2013-2014 (serie de novelas publicadas en inglés y español).
- Esa visita. México: Libros Pollo Blanco, 2014 (cuento para niños, ilustrado por Eva Cabrera).
- ¡Yupiyupiya! México: Norma, 2016 (cuento para niños).

#### Serie Los Elegantes y la Niña
- Los Elegantes, la Niña y el huevo de chocolate. México: Castillo, 2016 (novela para niños, ilustrada por Teresa Martínez).
- Los Elegantes, la Niña y los juguetes perdidos. México: Castillo, 2017 (novela para niños, ilustrada por Teresa Martínez).
- Los Elegantes, la Niña y el pájaro cucú. México: Castillo, 2018 (novela para niños, ilustrada por Teresa Martínez).

### Libros para adultos
- La caída de los pájaros. México: Alfaguara, 2014 (novela).
- Caer es una forma de volar. México: Alfaguara, 2016 (novela).

### Apariciones en antologías
- Absurda es la materia. Crónicas del caos citadino. México: UNAM, 2010.
- Los viajeros. 25 años de Ciencia Ficción mexicana. México: SM, 2010.
- Three Messages and a Warning: Contemporary Mexican Short Stories of the Fantastic. Easthampton: Small Beer Press, 2011.
- El Abismo. Asomos al terror hecho en México. México: SM, 2011.
- Léeme, libro de lecturas. México: Ediciones Castillo, 2012.
- Bella y brutal urbe. México: Resistencia, 2013.
- Lados B. México: Nitro Press, 2013.
- “Mexican Speculative Fiction”, dossier de narrativa fantástica mexicana en el portal Palabras Errantes. Cambridge: Cambridge University, 2013.
- Festín de muertos. Cuentos mexicanos de zombis. México: Océano, 2015.
- Emergencias. Cuentos mexicanos de jóvenes talentos. México: Lectorum, 2015.
- Sombras. Cuentos de extraña imaginación. México: Castillo, 2015.

### Otras
- Prólogo para el libro Narrativa Completa de Dorothy Parker. México: Debolsillo, 2015.